# Barbie Fashion Battle
Barbie Fashion Battle is een realitywedstrijd waarbij twaalf modeontwerpers haute-couturecollecties in miniatuur creëren voor Barbie. Hiervoor werkt Mattel Television samen met Mission Control Media. De uitvoerende producenten van de reeks zijn Adam Bonnett, Dwight D. Smith en Michael Agbabian. De twaalf deelnemers worden over twee afzonderlijke modehuizen verdeeld, die elk worden geleid door een beroemd mode-icoon. De winnaar van de wedstrijd ontvangt prijzengeld en mag een barbiepopmodelijn voor Mattel Creations ontwerpen.